# Dževad Šećerbegović
Dževad Šećerbegović (Gornji Rahić, 1955. július 15. –) jugoszláv válogatott bosnyák labdarúgó, csatár, olimpikon.

## Pályafutása

### Klubcsapatban
1974 és 1983 között a Sloboda Tuzla, 1983 és 1985 között a török Beşiktaş labdarúgója volt.

### A válogatottban
1977 és 1983 között kilenc alkalommal szerepelt a jugoszláv válogatottban. Az olimpiai válogatottban öt alkalommal szerepelt és egy gólt szerzett. Az 1980-as moszkvai olimpián negyedik lett a csapattal.

## Sikerei, díjai
Jugoszlávia
- Olimpiai játékok
  - 4.: 1980, Moszkva